# Центральна міська бібліотека для дітей імені Шури Кобера і Віті Хоменка
Центральна міська бібліотека для дітей імені Ш. Кобера і В. Хоменка — один з найбільших бібліотечних закладів міста Миколаїв. Бібліотека обслуговує дітей всіх вікових категорій, їх батьків, вчителів та студентів.
Директор — Белібова Таїсія Олегівна.
Заступник директора з основної роботи — Базіленко Ірина Іркенівна.
Офіційний вебсайт: www.kinder.mksat.net

## Історія бібліотеки
Перша згадка про бібліотеку з'явилась у документах архіву, датованих 1923 роком. Це був невеличкий список книг Дитячої читальні № 1 (так назвалася тоді бібліотека). Список складався із 33 книг для молодшого і 53 книг для середнього шкільного віку. Оселилася нова бібліотека на першому поверсі приватного будинку, що належав тоді Д. В. Руденко. Двоповерховий будинок був розташований на вулиці Одеській, 93. Першим директором була Гроссман Любов Абрамівна. Відомо, що спочатку в бібліотеці працювали два бібліотекарі. Нова бібліотека відразу стала дуже популярною, тому що читання вважалося надзвичайно престижним заняттям. При цьому книжковий фонд налічував 1000 примірників друкованих видань, а читачів було 978 чоловік. Книговидача за один місяць становила 1800 примірників.
Через три роки читальня перетворюється на дитячу бібліотеку № 1. Після війни працівники бібліотеки (штат уже становив 6 чоловік), починають велику роботу щодо збору матеріалів про життя й подвиг героїв Шури Кобера і Віті Хоменка. 15 жовтня 1959 року бібліотеці було присвоєно ім'я піонерів-героїв.
В 1973 році бібліотека отримала нове приміщення на першому поверсі нового дев'ятиповерхового будинку на Центральному проспекті, 173. В 1976 році було створено велику централізовану систему дитячих бібліотек (ЦБС). Міська дитяча бібліотека № 1 стає Центральною (головною бібліотекою), а до неї приєднуються ще 7 бібліотек. Трохи пізніше у місті було відкрито ще три бібліотеки-філії. Першим директором Централізованої бібліотечної системи стала Гришкова Людмила Олексіївна.
1991 рік став поворотним не тільки для усієї країни, але й для дитячої бібліотеки. Бібліотека змінюється й починає працювати по-новому. З'являються нові відділи і нові напрямки роботи. В 1991 році директором стає Семілєт Наталія Вікторівна. В 1996 році у бібліотеці з'являються перші комп'ютери, а на сьогодні тут немає жодного відділу, де б не було комп'ютерів та офісної техніки. Трохи пізніше бібліотеку підключено до мережі Інтернет, з'явився офіційний сайт.
У 2003 році у бібліотечну практику була запроваджена програма «АБІС ІРБІС». На початок 2017 року електронний каталог нараховує 140000 записів і складається з баз даних «Книжковий фонд», «Періодичні видання», «Читачі», «Електронні ресурси». Зараз електронний каталог бібліотеки доступний в мережі Інтернет.
У 2009 році в бібліотеці з'явився блог «Библиотека города N», а у 2011 році було створено мікроблог в Твіттері. Зараз працюють ще два бібліотечних блоги — «Віконце в Америку», «Vbiblioteke». Зараз у Центральної бібліотеки та її філій є різноманітні блоги та акаунти в мережах twitter і facebook.
2011 рік приніс бібліотеці дві перемоги: друге місце в конкурсі Української бібліотечної асоціації «Бібліотека року» і перемогу в Першому національному конкурсі блогів «3ірки бібліотечної блогосфери» в номінації «Кращий блог бібліотеки». Цього ж року в бібліотеці була створена абонементна служба книжкової навігації (АСКН). Наприкінці року було урочисто відкрито залу «Електронно-інформаційних ресурсів». Крім книг і комп'ютерів в ньому з'явилися електронні книжки (з доступом до інтернету) і айпади.
У 2012 році бібліотека перемогла у третьому раунді конкурсу «Организация новых библиотечных услуг с использованием свободного доступа к Интернет» і отримала грант на суму 85000 грн. Завдяки цьому був відкритий «Центр вільного доступу до Інтернет „Web@кваріум“».
Цього ж року бібліотека приймала міжнародну виставку «Плюс 1°C»: кліматичні зміни мовою карикатуристів України та Швеції.
Навесні 2016 року в бібліотеці експонувалась шведська фотовиставка «Пазл життя: роль сім'ї в Швеції» і відбувся круглий стіл на тему «Сучасна сім'я: рівні права і рівні можливості батьків» за участю посла Швеції в Україні Генріка Нурберґа і офіційного представника Шведського агентства соціального страхування за сімейно-економічними питаннями Нікласа Льюфгрена.
У 2021 році Централізована бібліотечна система святкує 45 років від дня заснування. Також у цьому році виповнюється 45 років бібліотекам-філіям № 7 і № 8.
В липні 2021 року директором бібліотеки стала Таїсія Олегівна Белібова. Заступником директора з основної роботи призначено Базіленко Ірину Іркенівну.

## Документно-джерельна база
- Універсальний книжковий фонд — понад 84 тисяч примірників.
- Фонд періодичних видань — 20 найменувань газет і близько 57 — журналів.
- Фонд аудіовізуальних документів (CD-, DVD-дисків) — понад 1,5 тис. прим.
- Електронний каталог — близько 140 тис. записів

Власні електронні ресурси: «Дивовижні пригоді в чарівній комірчині» (вебліографічна мандрівка для дітей 7-10 років), «Одвічні легенди про кохання» (літературний вояж для учнів 9-11 класів), «Як Іванко книжку про слона шукав» (вебмандрівка для учнів 7-9 кл), «Галопом по Європах» (літературний вебкараван), «Чарівниця, яка мешкає всюди» (віртуальна прогулянка з Астрід Ліндгрен), Інформація і бази даних на сайті:
- «Перлини України»: вебліографічний повнотекстовий дайджест;
- Учбові заклади м. Миколаєва: оновлена база даних;
- Міні-довідник за творчістю миколаївських поетів і письменників;
- Туристична карта Миколаївщини: краєзнавчий екскурс;
- «А песни тоже воевали!»: вебліографічний екскурс до Дня Перемоги;
- «Кораблі миколаївської верфі»: краєзнавчий міні-довідник;
- «Мрії зламане крило»: літературний вебпортрет Лесі Українки;
- «Песни о городе моем»: пісенний вернісаж;
- «Рукотворні дива України»: вебліографічний дайджест;
- «Їх треба негайно рятувати»: вебліографічний міні-довідник;
- «Країна Всеволода Нестайка»: літературні сторінки;
- Тарас Шевченко та Миколаївщина;
- Театр Корифеїв на Миколаївщині.

## Структурні підрозділи
- Відділ сімейного читання та інформаційного комфорту сім'ї (обслуговування дошкільників, учнів 1-4-х класів, а також організаторів дитячого читання — педагогів, батьків);
- Зал бібліотечно-інформаційних послуг та інформаційної підтримки освіти (обслуговування учнів 5-11-х класів, студентів, педагогів);
- Відділ інформаційно-комунікативних технологій;
- Відділ бібліотечного маркетингу;
- Відділ організації та формування фондів і каталогів;
- Абонентна служба книжкової навігації (АСКН) — структурний підрозділ відділу обслуговування. Основні функції — стаціонарна й позастаціонарна видача книг читачам, обслуговування літературою учасників клубів, гуртків за уподобаннями, читачів, які прийшли до бібліотеки за послугами, екскурсантів з навчальних закладів, інших відвідувачів.

## Центри і клуби за уподобаннями
- Інформаційний центр «Вікно в Америку для майбутніх лідерів»;
- Тінейджер-клуб «Hello, America»;
- Клуб майбутніх і молодих мам «Бібліокрихітка»;
- Арт-студія «Акварелька»;
- Клуб «Арт-формат»
- Творча майстерня «Бджілка»;
- Клуб спілкування  «Золотий вік»;
- Центр вільного доступу до Інтернет «Web@кваріум».

## Бібліотечні проекти і програми
- Проєкт «Вікно в Америку для майбутніх лідерів»;
- Соціальний проект  «Бібліо-коворкінг „Fly Family“»;
- «Розширення спектру інформаційних та моніторингових сервісів, рекламних технологій для створення єдиного інформаційного простору дитячої бібліотеки»;
- «Сучасна модель фонду: вектори розвитку»;
- «Бібліотека покоління Google»;
- "Створення єдиної інформаційної системи «Дитячі бібліотеки м. Миколаєва—XXI»;
- «Мотиватори читання: це модно чи працює?»;
- «Програма розвитку бібліотечного сайту у 2016—2020 роках»;
- Міська програма з медіаосвіти «Від медіаграмотності до медіакультури», мультимедійна програма ЦМБД та її філій  «Спробуй знайти!»;
- Міні-проєкт з бібліотечної реклами та PR «Бібліотека на вустах громади».